# Messena sumatrana
Messena sumatrana är en insektsart som beskrevs av Schmidt 1908. Messena sumatrana ingår i släktet Messena och familjen Eurybrachidae. Inga underarter finns listade i Catalogue of Life.